# Țesut epitelial

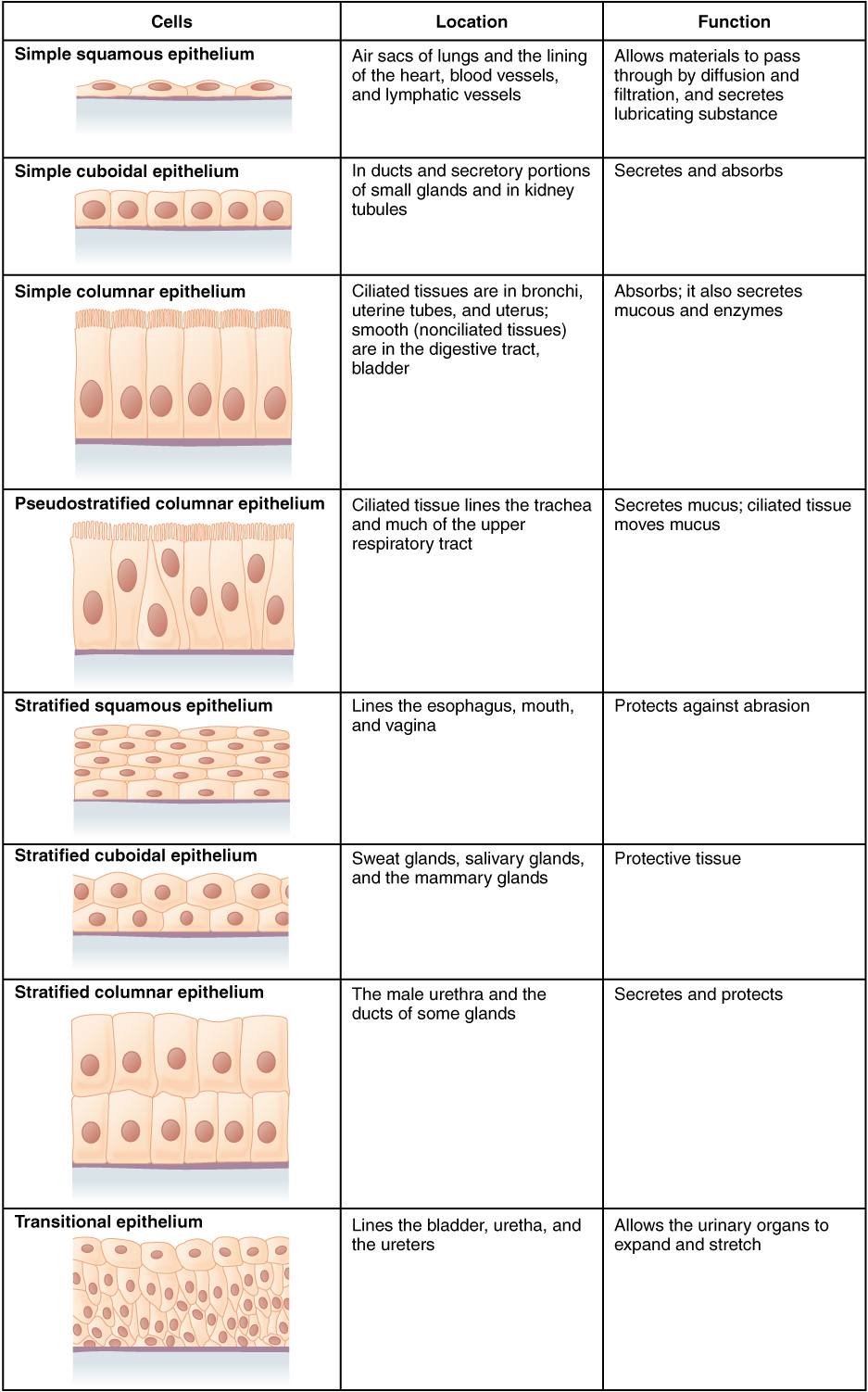
Mai multe tipuri de țesuturi epiteliale

Țesutul epitelial sau epiteliul este unul dintre tipurile de țesut animal, constituit din unul sau mai multe straturi de celule, legate între ele.   Acesta este țesutul cel mai răspândit în organism. Este format din celule care au un aspect de mase celulare compacte, iar spațiile intracelulare sunt foarte reduse, care au o cantitate mică de substanță extracelulară.
Țesuturile epiteliale se divid intens, sunt avascularizate și sunt întotdeauna însoțite de țesut conjunctiv moale, de unde primesc substanțe nutritive prin difuzie. În aceste țesuturi, celulele sunt legate între ele printr-o substanță amorfă.

## Clasificare
Există trei tipuri de epitelii:
- de acoperire
- glandulare
- senzoriale

### Epiteliile de acoperire
Epiteliile de acoperire învelesc suprafețe. Se pot afla la exteriorul corpului sau în interiorul organelor cavitare pe care le căptușesc. Sunt formate din celule alăturate, așezate pe unul sau mai multe straturi, sprijinite pe o membrană bazală fină, care le separă de țesuturile vecine. 
Epiteliile pot fi, după numărul de straturi: unistratificate sau simple (cu celule așezate într-un singur strat) și pluristratificate.
După forma celulelor, epiteliile pot fi:
| Tip de epiteliu | Forma celulelor   | Amplasarea |
| --------------- | ----------------- | --- |
| Pavimentoase    | Celule turtite    | în endocard (căptușind încăperile inimii), peritoneu (cavitatea abdominală), pleură (plămâni);                         |
| Cubice          | Celule cubice     | în canalele excretoare ale glandelor salivare sau în țesutul absorbant precum pancreasul și căptușeala tubilor renali. |
| Prismatice      | Celule cilindrice | se găsește în canalele lobare din glandele salivare, ochi, faringe și organe sexuale.                                  |

Ele formează epiderma și căptușesc cavitățile: tubul digestiv, căile respiratorii, inima, vasele etc. Epiteliile pluristratificate de la nivelul epidermei, din cavitatea bucală, faringe și esofag au funcția de protecție. Cele unistratificate, cu grosimi diferite, sunt adesea traversate de unele substanțe.
Tipuri de epitelii de acoperire:
1.Epitelii simple pavimentoase: în endocard (căptușind încăperile inimii), peritoneu (cavitatea abdominală), pleură (plămâni);
2.Epitelii simple cubice: în canalele excretoare ale glandelor salivare;
3.Epitelii simple cilindrice: în intestinul subțire unde formează un platou striat (o margine în perie);
4.Epitelii pluristratificate pavimentoas keratinizate: în epidermă;
5.Epitelii pluristratificate pavimentoase nekeratinizate: în mucoasa bucală;
6.Epitelii pluristratificate cubice și cilindrice necheratinizate: în canalele acinilor pancreatici;
7.Epitelii pseudostratificate: conțin celule în formă de ciupercă/umbrelă așezate pe un singur strat care datorită dispunerii lor creează falsa impresie de stratificare;
8.Uroteliul: în vezica urinară și uretere, este simplu atunci când vezica este plină și stratificat datorită cutării atunci când vezica este goală.

### Epiteliile secretoare
Epiteliile secretoare produc și elimină substanțe. Ele sunt principalele componente ale glandelor.
Au celule bogate în dictiozomi ce secretă diverse substanțe; când acest țesut este combinat cu țesut conjunctiv și vase de sânge, formează organe numite glande.
Glandele pot fi: 
1. exocrine: prezintă canale prin care-și elimina produșii de secreție: 
a. la exteriorul corpului: glande mamare, sudoripare, sebacee;
b. în alte cavități: glande salivare, intestinale.
2.endocrine - fără canale de excreție, produc hormoni care trec direct în sânge (exemple: hipofiza, tiroida, suprarenalele).
3.mixte: atât endocrine, cât și exocrine; exemple: pancreasul (exocrin prin sucul pancreatic; endocrin datorită insulinei), glandele sexuale (exocrin, datorită gameților; endocrin prin producerea de hormoni sexuali)

### Epiteliile senzoriale
Epiteliile senzoriale conțin celule specializate în recepționarea unor stimuli și transmiterea semnalelor către sistemul nervos central. Ele intră în alcătuirea unor organe de simț precum analizatorii. De asemenea, epiteliile senzoriale, recepționează excitații din mediul înconjurător.
- cel. senzoriale :

-se găsesc în contact cu mediul înconjurător
-nu pot conduce excitații (doar neuronul poate)
-pot recepționa excitații (neuronul nu poate)
- cel. senzoriale:

1.tactile(în pătura mucoasă a epidermei);
2.gustative (în mugurii gustativi, fusiformi);
3.fonoreceptoare (auditivi);
4.olfactive(nu sunt cel. nervoase); Sunt amplasate în două mici porțiuni din nas, și la om po detecta aproximativ 1000 de mirosuri.
5.vizuale (nu sunt cel. nervoase).